# グレゴリー・クンデ
グレゴリー・クンデ（Gregory Kunde, 1954年2月24日 - ）は、アメリカ合衆国のテノール歌手。ロッシーニやドニゼッティなどのベルカントオペラから、ヴェルディのオテロなどのドラマティックな役まで、幅広いレパートリーを持っている。

## 経歴
イリノイ州立大学で合唱指揮と声楽を学び、1978年にシカゴ・リリック・オペラでオテロ（ヴェルディ）のカッシオ役でデビューした。その後パリ・オペラ座、メトロポリタン歌劇場、スカラ座などをはじめとする世界中の歌劇場で活躍を続けている。
イタリア語とフランス語のオペラが主なレパートリーとなっている。キャリアの初期においてはモーツァルトやベルカントオペラが中心であったが、その後声の成熟と共にレパートリーを広げ、ヴェルディやベルリオーズ、マイアーベーアなどの重厚でドラマティックな役もこなすようになった。
ロッシーニのオテロと、ヴェルディのオテロを同一シーズンに歌うという極めて珍しいテノールと言うことができる。

## 役
| 役名                         | 作品名                       | 作曲家           |
| ---------------------------- | ---------------------------- | ---------------- |
| アルジーリオ                 | タンクレーディ               | ロッシーニ       |
| リンドーロ                   | アルジェのイタリア女         | ロッシーニ       |
| ドン・ナルチーゾ             | イタリアのトルコ人           | ロッシーニ       |
| アルマヴィーヴァ伯爵         | セビリアの理髪師             | ロッシーニ       |
| オテロ                       | オテロ                       | ロッシーニ       |
| ラミーロ王子                 | チェネレントラ               | ロッシーニ       |
| リナルド                     | アルミーダ                   | ロッシーニ       |
| イドレーノ                   | セミラーミデ                 | ロッシーニ       |
| オリー伯爵                   | オリー伯爵                   | ロッシーニ       |
| アルノール・メルクタール     | ウィリアム・テル             | ロッシーニ       |
| ネモリーノ                   | 愛の妙薬                     | ドニゼッティ     |
| エドガルド                   | ランメルモールのルチア       | ドニゼッティ     |
| トニオ                       | 連隊の娘                     | ドニゼッティ     |
| ロベルト                     | ロベルト・デヴリュー         | ドニゼッティ     |
| ジェンナーロ                 | ルクレツィア・ボルジア       | ドニゼッティ     |
| リッカルド・ペルシー         | アンナ・ボレーナ             | ドニゼッティ     |
| レスター伯爵                 | マリア・ストゥアルダ         | ドニゼッティ     |
| フェルナンド                 | ラ・ファヴォリータ           | ドニゼッティ     |
| エルネスト                   | ドン・パスクヮーレ           | ドニゼッティ     |
| エルヴィーノ                 | 夢遊病の女                   | ベッリーニ       |
| ポリオーネ                   | ノルマ                       | ベッリーニ       |
| フェルナンド                 | ビアンカとフェルナンド       | ベッリーニ       |
| グワルティエーロ             | 海賊                         | ベッリーニ       |
| アルトゥーロ                 | 異国の女                     | ベッリーニ       |
| テバルド                     | カプレーティとモンテッキ     | ベッリーニ       |
| アルトゥーロ                 | 清教徒                       | ベッリーニ       |
| ドン・オッターヴィオ         | ドン・ジョヴァンニ           | モーツァルト     |
| フェランド                   | コジ・ファン・トゥッテ       | モーツァルト     |
| 皇帝ティート                 | 皇帝ティートの慈悲           | モーツァルト     |
| イドメネオ                   | イドメネオ                   | モーツァルト     |
| ミトリダーテ                 | ポントの王ミトリダーテ       | モーツァルト     |
| ルーチョ・シッラ             | ルーチョ・シッラ             | モーツァルト     |
| アルフレード                 | 椿姫                         | ヴェルディ       |
| ロドルフォ                   | ルイザ・ミラー               | ヴェルディ       |
| ドン・アルヴァーロ           | 運命の力                     | ヴェルディ       |
| マンリーコ                   | イル・トロヴァトーレ         | ヴェルディ       |
| アッリーゴ                   | シチリア島の夕べの祈り       | ヴェルディ       |
| マルコム                     | マクベス                     | ヴェルディ       |
| ラダメス                     | アイーダ                     | ヴェルディ       |
| リッカルド                   | 仮面舞踏会                   | ヴェルディ       |
| オテロ                       | オテロ                       | ヴェルディ       |
| カッシオ                     | オテロ                       | ヴェルディ       |
| ロドルフォ                   | ラ・ボエーム                 | プッチーニ       |
| プルニエ                     | つばめ                       | プッチーニ       |
| ピンカートン                 | 蝶々夫人                     | プッチーニ       |
| ロメオ                       | ロメオとジュリエット         | グノー           |
| ティボルト                   | ロメオとジュリエット         | グノー           |
| ファウスト                   | ファウスト                   | グノー           |
| ドン・ジョゼ                 | カルメン                     | ビゼー           |
| ナディール                   | 真珠採り                     | ビゼー           |
| ウェルテル                   | ウェルテル                   | マスネ           |
| デ・グリュー                 | マノン                       | マスネ           |
| ホフマン                     | ホフマン物語                 | オッフェンバック |
| エネ                         | トロイアの人々               | ベルリオーズ     |
| ファウスト                   | ファウストの劫罰             | ベルリオーズ     |
| ベンヴェヌート・チェッリーニ | ベンヴェヌート・チェッリーニ | ベルリオーズ     |
| ヴァスコ・ダ・ガマ           | アフリカの女                 | マイアベーア     |
| ラウル                       | ユグノー教徒                 | マイアベーア     |
| ジャン                       | 預言者                       | マイアベーア     |
| ジェラール                   | ラクメ                       | ドリーブ         |
| ジュリアン                   | ルイーズ                     | シャルパンティエ |
| トゥリドゥ                   | カヴァレリア・ルスティカーナ | マスカーニ       |
| カニオ                       | 道化師                       | レオンカヴァッロ |
| アドメテ王                   | アルチェステ                 | グルック         |